# Camponotus tauricollis
Camponotus tauricollis är en myrart som beskrevs av Auguste-Henri Forel 1894. Camponotus tauricollis ingår i släktet hästmyror, och familjen myror. Inga underarter finns listade.